# Agnieszka Smolicz-Pytlik
Agnieszka Smolicz-Pytlik (ur. 21 stycznia 1941 w Cygowie Starym) – polska nauczycielka i polityk, posłanka na Sejm PRL VIII kadencji.

## Życiorys
W 1964 wstąpiła do Zjednoczonego Stronnictwa Ludowego. Była zastępcą dyrektora w Szkole Podstawowej nr 1 w Działdowie i przewodniczącą koła Ligi Kobiet. Uzyskała tytuł zawodowy magistra filologii polskiej w 1979 na Uniwersytecie Łódzkim. W latach 1980–1985 pełniła mandat posłanki na Sejm PRL VIII kadencji w okręgu Ciechanów (zasiadała w Komisji Administracji, Gospodarki Terenowej i Ochrony Środowiska, Komisji Oświaty i Wychowania oraz w Komisji Oświaty, Wychowania, Nauki i Postępu Technicznego). W wyborach samorządowych w 2006 bez powodzenia kandydowała do rady miasta Działdowo z listy Bloku Bezpartyjno-Ludowego. Zasiada w zarządzie Uniwersytetu Trzeciego Wieku w Działdowie.
Jej pierwszym mężem był Jerzy Smolicz, patron „Orlika” w Działdowie. Drugim mężem był Jerzy Pytlik (1932–2008), nauczyciel i dyrektor Zespołu Szkół w Gąbinie.